# Pachydissus hector
Pachydissus hector là một loài bọ cánh cứng trong họ Cerambycidae.